# Lijst van gemeentelijke monumenten in Enschede
De gemeente Enschede heeft 155 gemeentelijke monumenten, hieronder een overzicht. 
| Object | Bouwjaar                                 | Architect                                            | Locatie                                                                          | Coördinaten                   | Nr.        | Afbeelding |
| --- | ---------------------------------------- | ---------------------------------------------------- | -------------------------------------------------------------------------------- | ----------------------------- | ---------- | --- |
| Station Broekheurne. Het complex bestaat uit een OVERLAADSTATION, DOUANEWONING, STATION met WONING en CAFÉ. De objecten zijn gelegen aan de voormalige spoorlijn tussen Enschede en Ahaus. | eind 19de eeuw                           |                                                      | Arendsweg 95, 97, 98, 102, 108                                                   | 52° 10' 4" NB, 6° 53' 52" OL  | 0153/WN002 | Meer afbeeldingen |
| dubbele WONING MET KAS, gebouwd in opdracht van de agrariër W.Wevers. De woningen zijn met de langsgevel gelegen aan de Beckumerstraat in het dorp Boekelo. Het object is gebouwd als Boerderij en later gesplitst in twee woningen. | 1907                                     |                                                      | Beckumerstraat 160 / 162                                                         | 52° 12' 15" NB, 6° 47' 27" OL | 0153/WN003 | dubbele WONING MET KAS, gebouwd in opdracht van de agrariër W.Wevers. De woningen zijn met de langsgevel gelegen aan de Beckumerstraat in het dorp Boekelo. Het object is gebouwd als Boerderij en later gesplitst in twee woningen. |
| CHAUFFEURSWONING, gebouwd in opdracht van de fabrikant J.B. Blijdenstein. Hoogstwaarschijnlijk hoorde de woning bij herenhuis De Groote Schuur. | rond 1920                                | A.G. Beltman                                         | Bisschopstraat 43-45                                                             | 52° 13' 8" NB, 6° 53' 8" OL   | 0153/WN004 | CHAUFFEURSWONING, gebouwd in opdracht van de fabrikant J.B. Blijdenstein. Hoogstwaarschijnlijk hoorde de woning bij herenhuis De Groote Schuur. |
| Blok HERENHUIZEN, gebouwd rond 1915. De herenhuizen zijn gelegen aan de Blekerstraat, aan de rand van het toenmalige stadserf. De panden staan in een rij van arbeiderswoningen uit het begin van de 20ste eeuw. |                                          |                                                      | Blekerstraat 43-49                                                               | 52° 12' 57" NB, 6° 53' 12" OL | 0153/WN005 | Blok HERENHUIZEN, gebouwd rond 1915. De herenhuizen zijn gelegen aan de Blekerstraat, aan de rand van het toenmalige stadserf. De panden staan in een rij van arbeiderswoningen uit het begin van de 20ste eeuw. |
| AMBACHTSCHOOL VOOR ENSCHEDE EN OMSTREKEN. Tijdens de Tweede Wereldoorlog is de school gedeeltelijk verwoest. Bij de renovatie na de oorlog is de kapvorm van de school vervangen. | 1916                                     | A.G. Beltman                                         | Boddenkampsingel 80 (incl. 35)                                                   |                               | 0153/WN006 | Meer afbeeldingen |
| OPENBARE LAGERE SCHOOL HET STEVENFENNE. De school is gebouwd omstreeks 1930, in opdracht van de gemeente Enschede. De school is opgetrokken in de voor scholen veel gebruikte Amsterdamse Schoolstijl. | omstreeks 1930                           |                                                      | Boekweitstraat 16                                                                | 52° 12' 33" NB, 6° 52' 18" OL | 0153/WN007 | OPENBARE LAGERE SCHOOL HET STEVENFENNE. De school is gebouwd omstreeks 1930, in opdracht van de gemeente Enschede. De school is opgetrokken in de voor scholen veel gebruikte Amsterdamse Schoolstijl. |
| VAKWERKSCHUUR, gelegen nabij het terrein van de Universiteit van Twente. De vakwerkvulling is van latere tijd. De schuur is opgetrokken vanuit een rechthoekige plattegrond, in vakwerk, over één bouwlaag. |                                          |                                                      | Boerderijweg 77                                                                  | 52° 14' 28" NB, 6° 51' 39" OL | 0153/WN008 | VAKWERKSCHUUR, gelegen nabij het terrein van de Universiteit van Twente. De vakwerkvulling is van latere tijd. De schuur is opgetrokken vanuit een rechthoekige plattegrond, in vakwerk, over één bouwlaag. |
| MENSA (Bastille). De stedenbouwkundige aanleg van het campusterrein van de Universiteit Twente was in de jaren ’60 in handen van Van Emden en Van Tijen. | 1964                                     | Piet Blom                                            | Boerderijweg 10                                                                  | 52° 14' 36" NB, 6° 51' 7" OL  | 0153/WN009 | MENSA (Bastille). De stedenbouwkundige aanleg van het campusterrein van de Universiteit Twente was in de jaren ’60 in handen van Van Emden en Van Tijen. |
| VOLKSPARKSCHOOL. De school is opvallend gelegen aan het einde van de Borstelweg aan de zijde van het Volkspark. | eerste kwart 20e eeuw                    |                                                      | Borstelweg 29                                                                    | 52° 13' 9" NB, 6° 52' 23" OL  | 0153/WN010 | VOLKSPARKSCHOOL. De school is opvallend gelegen aan het einde van de Borstelweg aan de zijde van het Volkspark. |
| Postkantoor gebouwd in opdracht van de Rijksgebouwendienst. Het postkantoor is markant gelegen aan de Boulevard 1945 in het centrum van Enschede. | 1960                                     | F.C.J. Dingemans                                     | Boulevard 1945 324-326                                                           | 52° 13' 3" NB, 6° 53' 42" OL  | 0153/WN011 | Postkantoor gebouwd in opdracht van de Rijksgebouwendienst. Het postkantoor is markant gelegen aan de Boulevard 1945 in het centrum van Enschede. |
| De voormalige Stoomspinnerij Van Heek & Co. is in twee fasen opgebouwd. In 1892 werd het neoclassicistische pakhuis gebouwd. | 1892                                     | G. Beltman                                           | Breugelmansgaarde 186 /Parallelweg                                               | 52° 13' 23" NB, 6° 53' 53" OL | 0153/WN012 | Meer afbeeldingen |
| De SCHOOL “HET GLANERVELD” is gebouwd rond 1930 en wordt ook wel Pestalozzischool genoemd. In 1960 is de entree van de school verplaatst en werd de kamer van het hoofd van de school naar de entree verplaatst (halfronde deel). | rond 1930                                |                                                      | Bultsweg 170                                                                     | 52° 13' 15" NB, 6° 57' 56" OL | 0153/WN014 | De SCHOOL “HET GLANERVELD” is gebouwd rond 1930 en wordt ook wel Pestalozzischool genoemd. In 1960 is de entree van de school verplaatst en werd de kamer van het hoofd van de school naar de entree verplaatst (halfronde deel). |
| DRIE dubbele WOONHUIZEN, gelegen in een arbeiderswijk ten oosten van het stadscentrum van Enschede. De woningen zijn in 1907 gebouwd naar een ontwerp van bouwkundige R. van der Woerd (Enschede). | 1907                                     | R. van der Woerd                                     | C.J. Snuifstraat 5 -15 oneven                                                    |                               | 0153/WN015 | DRIE dubbele WOONHUIZEN, gelegen in een arbeiderswijk ten oosten van het stadscentrum van Enschede. De woningen zijn in 1907 gebouwd naar een ontwerp van bouwkundige R. van der Woerd (Enschede). |
| Het KOETSHUIS aan de Braakweg is gebouwd in 1884 in opdracht van Tattersall & Holdsworth Machinefabrieken en Magazijnen “de Globe”. Het koetshuis vormt hoogstwaarschijnlijk een ensemble met de Boerderij “De Brack”, gelegen aan de overzijde. | 1884                                     |                                                      | De Braakweg 140                                                                  | 52° 15' 4" NB, 6° 53' 13" OL  | 0153/WN016 | Het KOETSHUIS aan de Braakweg is gebouwd in 1884 in opdracht van Tattersall & Holdsworth Machinefabrieken en Magazijnen “de Globe”. Het koetshuis vormt hoogstwaarschijnlijk een ensemble met de Boerderij “De Brack”, gelegen aan de overzijde. |
| Boerderij “DE BRACK” werd in 1938 verbouwd naar de huidige vorm. Daarvoor stond er een eenvoudige boerderij. De architect van deze verbouwing was J.D.G. Balder. Hij werkte in opdracht van de N.V. Tattersall en Holdsworth Machinefabrieken en Magazijnen “de Globe”. | 1938                                     | J.D.G. Balde                                         | De Braakweg 141                                                                  | 52° 15' 5" NB, 6° 53' 11" OL  | 0153/WN017 | Boerderij “DE BRACK” werd in 1938 verbouwd naar de huidige vorm. Daarvoor stond er een eenvoudige boerderij. De architect van deze verbouwing was J.D.G. Balder. Hij werkte in opdracht van de N.V. Tattersall en Holdsworth Machinefabrieken en Magazijnen “de Globe”. |
| WINKEL/WONING, gelegen aan De Heurne, gebouwd in 1912 in art-nouveaustijl. In 1929 werd de winkelpui gewijzigd waarbij de entree naar de linkerzijde verplaatst. In 1981 is het pand gerestaureerd en werd de entree weer naar de originele plaats gezet. | 1912                                     |                                                      | De Heurne 26                                                                     | 52° 13' 16" NB, 6° 53' 57" OL | 0153/WN018 | WINKEL/WONING, gelegen aan De Heurne, gebouwd in 1912 in art-nouveaustijl. In 1929 werd de winkelpui gewijzigd waarbij de entree naar de linkerzijde verplaatst. In 1981 is het pand gerestaureerd en werd de entree weer naar de originele plaats gezet. |
| Winkel/woonhuis, gelegen aan De Heurne in het stadserf van Enschede. Het gebouw werd in 1937 naar een ontwerp van de architect Joh. Sluymer (Deventer) gebouwd. Het is een opvallend pand in de stijl van de Nieuwe Zakelijkheid. | 1937                                     | Joh. Sluymer                                         | De Heurne 34                                                                     | 52° 13' 17" NB, 6° 53' 57" OL | 0153/WN019 | Winkel/woonhuis, gelegen aan De Heurne in het stadserf van Enschede. Het gebouw werd in 1937 naar een ontwerp van de architect Joh. Sluymer (Deventer) gebouwd. Het is een opvallend pand in de stijl van de Nieuwe Zakelijkheid. |
| Winkel/woonhuis, gelegen aan De Heurne in het stadserf van Enschede. Het pand is in 1904 opgetrokken in neo- renaissancistische stijl, in opdracht van A. Elhorst. Het ontwerp is van de hand van de bouwkundige H.E. Zeggelink (Enschede). | 1904                                     | H.E. Zeggelink                                       | De Heurne 47-47a                                                                 | 52° 13' 17" NB, 6° 53' 56" OL | 0153/WN020 | Winkel/woonhuis, gelegen aan De Heurne in het stadserf van Enschede. Het pand is in 1904 opgetrokken in neo- renaissancistische stijl, in opdracht van A. Elhorst. Het ontwerp is van de hand van de bouwkundige H.E. Zeggelink (Enschede). |
| Woonhuis, inmiddels in gebruik als kantoor; daartoe is de ingangspartij vernieuwd. | rond 1910                                |                                                      | De Ruyterlaan 2-4                                                                | 52° 13' 14" NB, 6° 53' 16" OL | 0153/WN021 | Woonhuis, inmiddels in gebruik als kantoor; daartoe is de ingangspartij vernieuwd. |
| PASTORIE, van de R.K. Kerk “ O.L.V. van Altijddurende Bijstand”. De Pastorie werd ontworpen door N. Rigter uit Bussum. In 1926 werd er met de bouw gestart, een jaar na de start van het bouwen van de naastgelegen kerk. | 1926                                     | N. Rigter                                            | Deurningerstraat 212                                                             | 52° 13' 55" NB, 6° 53' 17" OL | 0153/WN022 | PASTORIE, van de R.K. Kerk “ O.L.V. van Altijddurende Bijstand”. De Pastorie werd ontworpen door N. Rigter uit Bussum. In 1926 werd er met de bouw gestart, een jaar na de start van het bouwen van de naastgelegen kerk. |
| R.K. “O.L.V. Van Altijddurende Bijstandkerk. Het hoofdaltaar werd ontworpen door de edelsmeden Brom (Utrecht). | 1926                                     | Ontwerp:Jan Stuyt Uitvoering:Joh. Sluymer (Deventer) | Deurningerstraat 214                                                             | 52° 13' 56" NB, 6° 53' 16" OL | 0153/WN023 | Meer afbeeldingen |
| Begraafplaats met poort van classicistische vormgeving, zandstenen hekpalen, afgesloten door een bol. Voormalig Boerenkerkhof. |                                          |                                                      | Deurningerstraat ongenummerd                                                     |                               | 0153/WN024 | Begraafplaats met poort van classicistische vormgeving, zandstenen hekpalen, afgesloten door een bol. Voormalig Boerenkerkhof. |
| Muziektent. De muziektent is opgetrokken vanuit een veelvormige plattegrond in hout. | 1920                                     |                                                      | Dorpsstraat 237                                                                  | 52° 15' 1" NB, 6° 54' 42" OL  | 0153/WN025 | Muziektent. De muziektent is opgetrokken vanuit een veelvormige plattegrond in hout. |
| R.K. St. Jacobus de Meerderekerk. | 1911-1912                                | W. te Riele                                          | Dorpsstraat 96                                                                   | 52° 15' 2" NB, 6° 54' 46" OL  | 0153/WN026 | Meer afbeeldingen |
| Vredeskerk, gebouwd in opdracht van het college van kerkvoogden van de Nederlands Hervormde gemeente te Enschede. | 1953                                     | W.K. de Wijs junior en senior en J. Jans (Hengelo)   | Dr J. Wagenaarstraat 6                                                           | 52° 12' 36" NB, 6° 53' 56" OL | 0153/WN027 | Vredeskerk, gebouwd in opdracht van het college van kerkvoogden van de Nederlands Hervormde gemeente te Enschede. |
| Woningen, gelegen op de hoek van de Emmastraat en Haaksbergerstraat. Het gebouw is niet als één geheel opgetrokken. Zowel in 1901 als in 1912 werd er een bouwdeel aangebouwd naar ontwerp van de Enschedese architect H. Reijge. |                                          | H. Reijge (aanbouwen)                                | Emmastraat 2 - 8 even                                                            |                               | 0153/WN028 | Woningen, gelegen op de hoek van de Emmastraat en Haaksbergerstraat. Het gebouw is niet als één geheel opgetrokken. Zowel in 1901 als in 1912 werd er een bouwdeel aangebouwd naar ontwerp van de Enschedese architect H. Reijge. |
| Het belang van deze VILLA in het Blijdensteinpark is gelegen in de aan de textielindustrie verbonden geschiedkundige herinneringen. Villa is redelijk gaaf voorbeeld van de behuizing van de textielfabrikanten in Twente. Gebouw is wit gepleisterd en is een in een park liggende vrijstaande villa met afgeplat schilddak in drie bouwlagen.                                      |                                          |                                                      | Espoortstraat 182                                                                | 52° 13' 2" NB, 6° 54' 32" OL  | 0153/WN029 | Meer afbeeldingen |
| Het belang van de BEGRAAFPLAATS is gelegen in de eraan verbonden geschiedkundige herinneringen, de ligging ervan in de stad, de om de begraafplaats gebouwde muur en de aanwezigheid van grafstenen met historische waarde. De toegangspoort is door het rijk beschermd. |                                          |                                                      | Espoortstraat ongenummerd                                                        | 52° 13' 9" NB, 6° 54' 16" OL  | 0153/WN030 | Het belang van de BEGRAAFPLAATS is gelegen in de eraan verbonden geschiedkundige herinneringen, de ligging ervan in de stad, de om de begraafplaats gebouwde muur en de aanwezigheid van grafstenen met historische waarde. De toegangspoort is door het rijk beschermd. |
| VERDEELSTATION (HOOFDSTROOM VERDEELSTATION met WONING) gelegen in een arbeiderswijk aan de rand van de stad. Het is opvallend gelegen in de bocht van de G.J. van Heekstraat en de voetbalvelden van Rigtersbleek. |                                          |                                                      | G.J. van Heekstraat 79                                                           | 52° 13' 38" NB, 6° 52' 2" OL  | 0153/WN031 | VERDEELSTATION (HOOFDSTROOM VERDEELSTATION met WONING) gelegen in een arbeiderswijk aan de rand van de stad. Het is opvallend gelegen in de bocht van de G.J. van Heekstraat en de voetbalvelden van Rigtersbleek. |
| WONING (HOOFDSTROOM VERDEELSTATION met WONING), gelegen in een arbeiderswijk aan de rand van de stad. Het is opvallend gelegen in de bocht van de G.J. van Heekstraat en de voetbalvelden van Rigtersbleek. |                                          |                                                      | G.J. van Heekstraat 81                                                           | 52° 13' 39" NB, 6° 52' 1" OL  | 0153/WN032 | WONING (HOOFDSTROOM VERDEELSTATION met WONING), gelegen in een arbeiderswijk aan de rand van de stad. Het is opvallend gelegen in de bocht van de G.J. van Heekstraat en de voetbalvelden van Rigtersbleek. |
| De Fabrieksschool Rigtersbleek, gebouwd in opdracht van de firma G.J. van Heek & Zonen. In 1971 betrok een fysiotherapeut het pand waarbij het interieur werd aangepast. Het hoofdvolume en de detaillering bleven intact. | 1922                                     |                                                      | Goolkatenweg 117-119                                                             | 52° 13' 31" NB, 6° 52' 25" OL | 0153/WN033 | De Fabrieksschool Rigtersbleek, gebouwd in opdracht van de firma G.J. van Heek & Zonen. In 1971 betrok een fysiotherapeut het pand waarbij het interieur werd aangepast. Het hoofdvolume en de detaillering bleven intact. |
| Hervormde Kerk | 1905-1906                                | H. Reijgers (Enschede)                               | Gronausestraat 1200                                                              | 52° 12' 53" NB, 6° 58' 30" OL | 0153/WN034 | Hervormde Kerk |
| Winkel/woonhuis, gebouwd in Chaletstijl. Het pand is gelegen aan de doorgangsweg van Enschede naar Gronau. Het winkel/woonhuis is opgetrokken vanuit een rechthoekige plattegrond op een natuurstenen plint. | 1900                                     |                                                      | Gronausestraat 1251-1253                                                         | 52° 12' 56" NB, 6° 58' 18" OL | 0153/WN035 | Winkel/woonhuis, gebouwd in Chaletstijl. Het pand is gelegen aan de doorgangsweg van Enschede naar Gronau. Het winkel/woonhuis is opgetrokken vanuit een rechthoekige plattegrond op een natuurstenen plint. |
| Voormalig hotel | Kern:eind van de 19e eeuw Voorgevel:1948 | Voorgevel: J. Jans (Almelo)                          | Gronausestraat 1258                                                              | 52° 12' 54" NB, 6° 58' 44" OL | 0153/WN036 | Voormalig hotel |
| Tankstation is gelegen aan de verbindingsweg tussen Enschede en Gronau. Gebouwd in opdracht van N.V. Mafina. | 1960                                     | ir. S. van Ravesteyn                                 | Gronausestraat 1317                                                              | 52° 12' 55" NB, 6° 58' 30" OL | 0153/WN037 | Tankstation is gelegen aan de verbindingsweg tussen Enschede en Gronau. Gebouwd in opdracht van N.V. Mafina. |
| WOOLDRIKSPARK met Boerderij en KOETSIERS-TUINMANSWONING. De voormalige buitenplaats van de familie Ter Kuile werd op het oude boerenerf “Het Wooldrik” gebouwd. In 1883 werd het landhuis opgetrokken. |                                          |                                                      | Gronausestraat ongenummerd                                                       | 52° 12' 59" NB, 6° 54' 52" OL | 0153/WN038 | WOOLDRIKSPARK met Boerderij en KOETSIERS-TUINMANSWONING. De voormalige buitenplaats van de familie Ter Kuile werd op het oude boerenerf “Het Wooldrik” gebouwd. In 1883 werd het landhuis opgetrokken. |
| School gemeente Lonneker. | 1882                                     | G. Niermans voor Broekheurne                         | Groot Bruninkstraat 9                                                            | 52° 10' 54" NB, 6° 53' 8" OL  | 0153/WN039 | School gemeente Lonneker. |
| TRANSFORMATORGEBOUW, in 1959 gebouwd als onderdeel van de Ringspinhal de Bamshoeve. Het object is markant gelegen aan de H.B. Blijdensteinlaan. |                                          |                                                      | H.B. Blijdensteinlaan ongenummerd                                                |                               | 0153/WN040 | TRANSFORMATORGEBOUW, in 1959 gebouwd als onderdeel van de Ringspinhal de Bamshoeve. Het object is markant gelegen aan de H.B. Blijdensteinlaan. |
| Restant van de muur van de voormalige weverij van de firma Gerhard Jannink & Zonen. De muur kan gezien worden als een 'aanloop' tot het meer naar de stad gelegen Janninkcomplex, waar het vroeger deel van uitmaakte. |                                          |                                                      | Haaksbergerstraat 149                                                            | 52° 12' 49" NB, 6° 53' 12" OL | 0153/WN041 | Restant van de muur van de voormalige weverij van de firma Gerhard Jannink & Zonen. De muur kan gezien worden als een 'aanloop' tot het meer naar de stad gelegen Janninkcomplex, waar het vroeger deel van uitmaakte. |
| Stadsvilla, iets teruggelegen van de Haaksbergerstraat en heeft in de voortuin een beeldbepalende linde. | 1912                                     | H. Reijgers                                          | Haaksbergerstraat 236                                                            | 52° 12' 50" NB, 6° 53' 7" OL  | 0153/WN042 | Stadsvilla, iets teruggelegen van de Haaksbergerstraat en heeft in de voortuin een beeldbepalende linde. |
| Opvallend DUBBEL HERENHUIS. Gebouwd in 1895, gelegen aan de Haaksbergerstraat. Dit type woonhuis komt weinig in deze regio voor. | 1895                                     |                                                      | Haaksbergerstraat 250-252                                                        | 52° 12' 48" NB, 6° 53' 2" OL  | 0153/WN043 | Opvallend DUBBEL HERENHUIS. Gebouwd in 1895, gelegen aan de Haaksbergerstraat. Dit type woonhuis komt weinig in deze regio voor. |
| WINKELS/ WONINGEN. In het midden bevindt zich de ingang naar de wijk “Pathmos”. De wijk Pathmos is een van de grootste tuinwijken die tussen 1901 en 1930 in Nederland gebouwd is. | ca. 1920                                 |                                                      | Haaksbergerstraat 394-408                                                        | 52° 12' 39" NB, 6° 52' 42" OL | 0153/WN044 | WINKELS/ WONINGEN. In het midden bevindt zich de ingang naar de wijk “Pathmos”. De wijk Pathmos is een van de grootste tuinwijken die tussen 1901 en 1930 in Nederland gebouwd is. |
| “Erve De Berke” is een fraai ensemble van een hallehuisboerderij en een driekapsschuur. | begin-twintigste-eeuws                   |                                                      | Harberinksweg 58-60                                                              | 52° 12' 45" NB, 6° 50' 5" OL  | 0153/WN045 | “Erve De Berke” is een fraai ensemble van een hallehuisboerderij en een driekapsschuur. |
| WOON-WINKELHUIS, gebouwd in opdracht van A. Brands. In 1934 werd het pand aan de linkerzijde uitgebreid. Het hoekpand is gelegen in de bocht van de Haverstraatpassage. | 1907                                     | J.C. Kromhout van der Meer (Enschede)                | Haverstraatpassage 70                                                            | 52° 13' 14" NB, 6° 53' 51" OL | 0153/WN046 | WOON-WINKELHUIS, gebouwd in opdracht van A. Brands. In 1934 werd het pand aan de linkerzijde uitgebreid. Het hoekpand is gelegen in de bocht van de Haverstraatpassage. |
| Hoekpand. De onderpui van het pand dat op de hoek gelegen is, is gewijzigd. De westelijke onderpui is nog in originele staat. | 1926                                     |                                                      | Haverstraatpassage/Noorderhagen 44/80-80a,b,c                                    | 52° 13' 15" NB, 6° 53' 53" OL | 0153/WN047 | Hoekpand. De onderpui van het pand dat op de hoek gelegen is, is gewijzigd. De westelijke onderpui is nog in originele staat. |
| Landgoed De Hegeboer”, gelegen aan de noordelijke rand van de stad Enschede, daar waar de woonwijk eindigt en het platteland begint. Het landhuis is gebouwd in opdracht van de heer J.B. Blijdenstein | 1957                                     |                                                      | Hegeboerweg 60                                                                   | 52° 14' 42" NB, 6° 54' 7" OL  | 0153/WN048 | Landgoed De Hegeboer”, gelegen aan de noordelijke rand van de stad Enschede, daar waar de woonwijk eindigt en het platteland begint. Het landhuis is gebouwd in opdracht van de heer J.B. Blijdenstein |
| Het belang van deze Boerderij is gelegen in de relatie tot het beschermde monument Wissinksmolen (naar de Boerderij genoemd). Boerderij dateert van oorsprong uit de 17e eeuw. In 1801/02 uitgebreid met woonhuis en zijvleugel. |                                          |                                                      | Helmerstraat 410                                                                 | 52° 11' 43" NB, 6° 49' 57" OL | 0153/WN049 | Het belang van deze Boerderij is gelegen in de relatie tot het beschermde monument Wissinksmolen (naar de Boerderij genoemd). Boerderij dateert van oorsprong uit de 17e eeuw. In 1801/02 uitgebreid met woonhuis en zijvleugel. |
| Molenschuurtje, hoort historisch bij de Wissinksmolen. Maakt deel uit van beschermd monument en boerderij, schuur en bakhuis. |                                          |                                                      | Helmerstraat bij 410                                                             | 52° 11' 44" NB, 6° 49' 55" OL | 0153/WN050 | Molenschuurtje, hoort historisch bij de Wissinksmolen. Maakt deel uit van beschermd monument en boerderij, schuur en bakhuis. |
| Drie dubbele woonhuizen, gebouwd in opdracht van de fotograaf P. Weise. Het complex bestaat uit drie identieke dubbele arbeiderswoningen. | ca. 1905                                 |                                                      | Hengelosestraat 226 - 236 even                                                   |                               | 0153/WN051 | Drie dubbele woonhuizen, gebouwd in opdracht van de fotograaf P. Weise. Het complex bestaat uit drie identieke dubbele arbeiderswoningen. |
| Het belang van dit dubbele Woonhuis is gelegen in het feit dat het deel uitmaakt van een rij huizen die karakteristiek zijn voor de bouwwijze in een bepaalde periode, die redelijk gaaf zijn en veelal goed gedetailleerd. Het is een blok van twee, dat niet op de rooilijn ligt, met een parallel aan de straat lopend schilddak met dubbele dakkapel                             |                                          |                                                      | Hengelosestraat 36 / 38                                                          | 52° 13' 25" NB, 6° 53' 25" OL | 0153/WN052 | Het belang van dit dubbele Woonhuis is gelegen in het feit dat het deel uitmaakt van een rij huizen die karakteristiek zijn voor de bouwwijze in een bepaalde periode, die redelijk gaaf zijn en veelal goed gedetailleerd. Het is een blok van twee, dat niet op de rooilijn ligt, met een parallel aan de straat lopend schilddak met dubbele dakkapel                             |
| Landhuis “De Kolk” is in opdracht van de Haaksbergse bankier Derk Jordaan FJzn (1886-1970) gebouwd. De serre aan de rechterzijgevel is een latere toevoeging. | 1933                                     | J. de Herder uit Zwolle (waarschijnlijk)             | Hengelosestraat 410                                                              | 52° 13' 58" NB, 6° 51' 58" OL | 0153/WN053 | Landhuis “De Kolk” is in opdracht van de Haaksbergse bankier Derk Jordaan FJzn (1886-1970) gebouwd. De serre aan de rechterzijgevel is een latere toevoeging. |
| Herenhuis. Het is een vrijstaand witgepleisterd hoekhuis met schilddak en dakkapel, bestaande uit begane grond, eerste verdieping en zolder. |                                          |                                                      | Hengelosestraat 46                                                               | 52° 13' 25" NB, 6° 53' 19" OL | 0153/WN054 | Herenhuis. Het is een vrijstaand witgepleisterd hoekhuis met schilddak en dakkapel, bestaande uit begane grond, eerste verdieping en zolder. |
| Hek en ontvangstgebouw van de Westerbegraafplaats, gelegen aan de verbindingsweg tussen Hengelo en Enschede. | 1921                                     |                                                      | Hengelosestraat 487                                                              | 52° 14' 3" NB, 6° 51' 31" OL  | 0153/WN055 | Hek en ontvangstgebouw van de Westerbegraafplaats, gelegen aan de verbindingsweg tussen Hengelo en Enschede. |
| Het belang van dit Woonhuis is gelegen in het feit dat het deel uitmaakt van een rij huizen die karakteristiek zijn voor de bouwwijze in een bepaalde periode, die redelijk gaaf zijn en veelal goed gedetailleerd. Het woonhuis is vrijstaand, heeft een afgeplat schilddak, vijf traveeën, twee bouwlagen en een zolder. Het huis is gepleisterd en heeft de kleuren grijs en wit. |                                          |                                                      | Hengelosestraat 50                                                               | 52° 13' 26" NB, 6° 53' 17" OL | 0153/WN056 | Het belang van dit Woonhuis is gelegen in het feit dat het deel uitmaakt van een rij huizen die karakteristiek zijn voor de bouwwijze in een bepaalde periode, die redelijk gaaf zijn en veelal goed gedetailleerd. Het woonhuis is vrijstaand, heeft een afgeplat schilddak, vijf traveeën, twee bouwlagen en een zolder. Het huis is gepleisterd en heeft de kleuren grijs en wit. |
| Voormalige gemeentehuis van Lonneker. Het is een aan de rooilijn liggend vrijstaand woonhuis met lagere grijs bepleisterde aanbouw. |                                          |                                                      | Hengelosestraat 52-54                                                            | 52° 13' 26" NB, 6° 53' 16" OL | 0153/WN057 | Voormalige gemeentehuis van Lonneker. Het is een aan de rooilijn liggend vrijstaand woonhuis met lagere grijs bepleisterde aanbouw. |
| Woonhuis, gebouwd in opdracht van de fabrikant I. Rozendaal. Na een aantal jaren gefunctioneerd te hebben als bank wordt het huis nu weer bewoond. | 1900                                     | R. van der Woerd (Enschede)                          | Hengelosestraat 60                                                               | 52° 13' 26" NB, 6° 53' 15" OL | 0153/WN058 | Woonhuis, gebouwd in opdracht van de fabrikant I. Rozendaal. Na een aantal jaren gefunctioneerd te hebben als bank wordt het huis nu weer bewoond. |
| Kantoorpand, gebouwd voor de Sociale Dienst die het pand tot 1970 gebruikte. | 1948                                     |                                                      | Hengelosestraat 67-69-71                                                         | 52° 13' 24" NB, 6° 53' 22" OL | 0153/WN059 | Kantoorpand, gebouwd voor de Sociale Dienst die het pand tot 1970 gebruikte. |
| Buitenplaats “De Tol” . Het huis is gebouwd in opdracht van de textielfabrikant N.G. van Heek. In 1914 is het landhuis aan de achterzijde vergroot. | 1906/1914                                | G. Beltman                                           | Hengelosestraat 700                                                              | 52° 14' 32" NB, 6° 50' 30" OL | 0153/WN060 | Buitenplaats “De Tol” . Het huis is gebouwd in opdracht van de textielfabrikant N.G. van Heek. In 1914 is het landhuis aan de achterzijde vergroot. |
| Boerderij en koetshuis, horende bij het naastgelegen landhuis De Tol”, werden gebouwd in opdracht van N.G. van Heek. In 1987 is de kap van het koetshuis vernieuwd. | 1910                                     | G. Beltman                                           | Hengelosestraat 704                                                              | 52° 14' 32" NB, 6° 50' 26" OL | 0153/WN061 | Boerderij en koetshuis, horende bij het naastgelegen landhuis De Tol”, werden gebouwd in opdracht van N.G. van Heek. In 1987 is de kap van het koetshuis vernieuwd. |
| Landhuis “De Eekhof”. Gebouwd in opdracht van N. van Heek. De in 1932 aangelegde tuin, ontworpen door D. Tersteeg, is reeds rijksmonument. | 1931                                     | W. van der Leck                                      | Hengelosestraat 751                                                              | 52° 14' 31" NB, 6° 50' 5" OL  | 0153/WN062 | Meer afbeeldingen |
| Rijk gedecoreerde stadsvilla, gebouwd in opdracht van de fabrikant W.H. van Heek in neo-renaissancistische/ manieristische stijl. | 1896                                     | Van de Goot (Hilversum)                              | Hengelosestraat 98                                                               | 52° 13' 30" NB, 6° 53' 3" OL  | 0153/WN063 | Rijk gedecoreerde stadsvilla, gebouwd in opdracht van de fabrikant W.H. van Heek in neo-renaissancistische/ manieristische stijl. |
| Abraham Ledeboerpark is het voormalige landgoed “Het Wageler” van de heer Ledeboer. In 1956 schonk zijn zus Bertha 16 hectare van het landgoed aan de gemeente Enschede. |                                          |                                                      | Hengelosestraat ongenummerd                                                      | 52° 13' 51" NB, 6° 52' 11" OL | 0153/WN064 | Meer afbeeldingen |
| ERVE ’T KROMHOF” is gebouwd in het begin van de 19e eeuw. Erve ’t Kromhof wordt reeds in 1280 genoemd in belastinglijsten en bestaat uit een kleine boerderij tegenwoordig in gebruik als schuur, en een TWEEKAPSBOERDERIJ, met voorhuis uit 1950 |                                          |                                                      | Heutinkstraat 600                                                                | 52° 12' 24" NB, 6° 55' 19" OL | 0153/WN065 | ERVE ’T KROMHOF” is gebouwd in het begin van de 19e eeuw. Erve ’t Kromhof wordt reeds in 1280 genoemd in belastinglijsten en bestaat uit een kleine boerderij tegenwoordig in gebruik als schuur, en een TWEEKAPSBOERDERIJ, met voorhuis uit 1950 |
| Het LANDHUIS “DE HEIDE” is schuin tegenover De Hoge Boekel gelegen, gebouwd in opdracht van Ter Kuile in de zogenaamde Chalet-stijl. Van oorsprong was het landhuis een theehuis in de vorm van een achtzijdige koepel. | 1895                                     |                                                      | Hoge Boekelerweg 266                                                             | 52° 13' 49" NB, 6° 56' 4" OL  | 0153/WN066 | Het LANDHUIS “DE HEIDE” is schuin tegenover De Hoge Boekel gelegen, gebouwd in opdracht van Ter Kuile in de zogenaamde Chalet-stijl. Van oorsprong was het landhuis een theehuis in de vorm van een achtzijdige koepel. |
| ARIËNS GEDACHTENISKERK. De voormalige Heilig Hart parochie kreeg reeds in 1967 een andere functie; het werd gebruikt als opslagruimte voor de firma de Bruin. | 1954                                     | Joh. Sluymer (Deventer)                              | Hogelandsingel 39                                                                | 52° 12' 53" NB, 6° 54' 38" OL | 0153/WN067 | ARIËNS GEDACHTENISKERK. De voormalige Heilig Hart parochie kreeg reeds in 1967 een andere functie; het werd gebruikt als opslagruimte voor de firma de Bruin. |
| VILLA, gebouwd in opdracht van W.J.M. Baurichter. De villa is gelegen aan een van de singels van Enschede op de hoek van de weg naar Gronau. | 1932                                     | H.C.M. van Beers                                     | Hogelandsingel 9                                                                 | 52° 12' 59" NB, 6° 54' 40" OL | 0153/WN068 | VILLA, gebouwd in opdracht van W.J.M. Baurichter. De villa is gelegen aan een van de singels van Enschede op de hoek van de weg naar Gronau. |
| Bakstenen watertoren Hoog & Droog, gebouwd in opdracht van gemeentewerken. In 1955 is het gebouw gewijzigd en is de houten bovenbouw vervangen door een bakstenen bovenbouw. | 1891                                     | N. Biezeveld                                         | Hoog en Droog 28                                                                 | 52° 13' 17" NB, 6° 54' 12" OL | 0153/WN069 | Bakstenen watertoren Hoog & Droog, gebouwd in opdracht van gemeentewerken. In 1955 is het gebouw gewijzigd en is de houten bovenbouw vervangen door een bakstenen bovenbouw. |
| Woonhuis, gebouwd omstreeks 1908. Het pand is gelegen in de Javastraat waar meer rijke arbeiderswoningen staan die in eigen beheer zijn gebouwd. |                                          |                                                      | Javastraat 38                                                                    | 52° 12' 47" NB, 6° 53' 55" OL | 0153/WN072 | Woonhuis, gebouwd omstreeks 1908. Het pand is gelegen in de Javastraat waar meer rijke arbeiderswoningen staan die in eigen beheer zijn gebouwd. |
| DUBBEL Woonhuis, gebouwd in 1912 in opdracht van J. Liemburg naar een ontwerp van bouwkundige Th. Hoenders (Enschede). Het pand is gelegen in een arbeiderswijk met een aantal rijk versierde arbeiderswoningen. |                                          |                                                      | Javastraat 99 / 101                                                              | 52° 12' 47" NB, 6° 53' 56" OL | 0153/WN073 | DUBBEL Woonhuis, gebouwd in 1912 in opdracht van J. Liemburg naar een ontwerp van bouwkundige Th. Hoenders (Enschede). Het pand is gelegen in een arbeiderswijk met een aantal rijk versierde arbeiderswoningen. |
| R. K. KERK O.L.V. VAN DE ALLERHEILIGSTE ROZENKRANS en PASTORIE. De kerk is gebouwd in 1902- 1903 naar een ontwerp van de architect A.Tepe. De pastorie werd door de bouwkundige A.L. Clemens ontworpen en gebouwd in 1907. |                                          |                                                      | Kerkstraat 14-16                                                                 | 52° 12' 59" NB, 6° 58' 27" OL | 0153/WN074 | R. K. KERK O.L.V. VAN DE ALLERHEILIGSTE ROZENKRANS en PASTORIE. De kerk is gebouwd in 1902- 1903 naar een ontwerp van de architect A.Tepe. De pastorie werd door de bouwkundige A.L. Clemens ontworpen en gebouwd in 1907. |
| R.K. SCHOOLGEBOUW, gebouwd in 1922 in opdracht van de R.K. gemeente. In eerste instantie was het een gemengde school, later werd er achter deze school een meisjesschool gebouwd en deed deze school dienst als jongensschool. | 1922                                     |                                                      | Kerkstraat 20                                                                    | 52° 13' 1" NB, 6° 58' 26" OL  | 0153/WN075 | R.K. SCHOOLGEBOUW, gebouwd in 1922 in opdracht van de R.K. gemeente. In eerste instantie was het een gemengde school, later werd er achter deze school een meisjesschool gebouwd en deed deze school dienst als jongensschool. |
| De HALLEBoerderij is gelegen aan de Keuperweg, aan de rand van de rondweg van Enschede. De Boerderij heeft een opvallende detaillering. |                                          |                                                      | Keuperweg 53                                                                     | 52° 12' 36" NB, 6° 49' 43" OL | 0153/WN076 | De HALLEBoerderij is gelegen aan de Keuperweg, aan de rand van de rondweg van Enschede. De Boerderij heeft een opvallende detaillering. |
| Het belang van dit HERENHUIS, VILLA BAURICHTER is gelegen in de aan de textielindustrie verbonden geschiedkundige herinneringen. Gebouw is redelijk gaaf voorbeeld van de behuizing van de textielfabrikanten in Twente. |                                          |                                                      | Korte Haaksbergerstraat 2                                                        | 52° 13' 15" NB, 6° 53' 35" OL | 0153/WN077 | Het belang van dit HERENHUIS, VILLA BAURICHTER is gelegen in de aan de textielindustrie verbonden geschiedkundige herinneringen. Gebouw is redelijk gaaf voorbeeld van de behuizing van de textielfabrikanten in Twente. |
| Het belang van deze landschappelijk zeer fraai gelegen Boerderij KWEKKEBOOM is gelegen in de traditionele opzet, de constructie, het materiaalgebruik en de aanwezigheid van de tegenwoordig steeds zeldzamer wordende bovenkamer. |                                          |                                                      | Kwekkeboomweg 30-32                                                              | 52° 10' 45" NB, 6° 51' 58" OL | 0153/WN078 | Het belang van deze landschappelijk zeer fraai gelegen Boerderij KWEKKEBOOM is gelegen in de traditionele opzet, de constructie, het materiaalgebruik en de aanwezigheid van de tegenwoordig steeds zeldzamer wordende bovenkamer. |
| Boerderij DE KWINKELER. Het belang van dit erf is gelegen in de traditionele opzet, de constructie, het materiaalgebruik en de aanwezigheid van een van het gangbare type afwijkende bovenkamer. Het erf is een fraai toonbeeld van een grote, rijke Enschedese boerderij. |                                          |                                                      | Kwinkelerweg 16-20                                                               | 52° 12' 19" NB, 6° 47' 55" OL | 0153/WN079 | Boerderij DE KWINKELER. Het belang van dit erf is gelegen in de traditionele opzet, de constructie, het materiaalgebruik en de aanwezigheid van een van het gangbare type afwijkende bovenkamer. Het erf is een fraai toonbeeld van een grote, rijke Enschedese boerderij. |
| Deze voormalige SOCIËTEIT DE APENHOF is van belang vanwege de eraan verbonden geschiedkundige herinneringen. Het gebouwtje dateert van ca. 1880 en was een ontmoetingsplaats van zonen van textielfabrikanten. Het theehuis is op een natuurlijke verhoging gebouwd |                                          |                                                      | Laaressingel 159                                                                 | 52° 13' 38" NB, 6° 54' 36" OL | 0153/WN080 | Deze voormalige SOCIËTEIT DE APENHOF is van belang vanwege de eraan verbonden geschiedkundige herinneringen. Het gebouwtje dateert van ca. 1880 en was een ontmoetingsplaats van zonen van textielfabrikanten. Het theehuis is op een natuurlijke verhoging gebouwd |
| GARAGE ROELOFFZEN, gebouw in 1928 naar ontwerp van de architect Joh. Sluymer (Deventer). De garage is opvallend gelegen aan de Lasondersingel en heeft een bovenwoning. |                                          |                                                      | Lasondersingel 31-33                                                             | 52° 13' 42" NB, 6° 53' 32" OL | 0153/WN081 | GARAGE ROELOFFZEN, gebouw in 1928 naar ontwerp van de architect Joh. Sluymer (Deventer). De garage is opvallend gelegen aan de Lasondersingel en heeft een bovenwoning. |
| BALENGEBOUW “DE BAMSHOEVE”, gebouwd in 1895 in opdracht van de fabrikanten W.J. en H.B. Blijdenstein. Het gebouw is gelegen te midden van Roombeek, aan de rand van een woonwijk. De fabriek is ernstig beschadigd door de vuurwerkramp in 2000. |                                          |                                                      | Lasondersingel 97 /Schurinksweg                                                  | 52° 13' 52" NB, 6° 53' 45" OL | 0153/WN082 | Meer afbeeldingen |
| DUBBEL Woonhuis, gebouwd in 1909, in opdracht van de heren D. Houwen en R. van Dalen en naar een ontwerp van architect H. Reijgers (Enschede). Het pand ligt schuin op de rooilijn en het erf wordt afgescheiden van de openbare weg. |                                          |                                                      | Lipperkerkstraat 101/103                                                         | 52° 13' 17" NB, 6° 54' 28" OL | 0153/WN083 | DUBBEL Woonhuis, gebouwd in 1909, in opdracht van de heren D. Houwen en R. van Dalen en naar een ontwerp van architect H. Reijgers (Enschede). Het pand ligt schuin op de rooilijn en het erf wordt afgescheiden van de openbare weg. |
| Opvallend neoclassicistisch Woonhuis, gebouwd in 1907 naar een ontwerp van de Enschedese architect G.Beltman in opdracht van de heer J. Scholten. | 1907                                     | G. Beltman                                           | M.H. Tromplaan 1                                                                 | 52° 13' 14" NB, 6° 53' 26" OL | 0153/WN084 | Opvallend neoclassicistisch Woonhuis, gebouwd in 1907 naar een ontwerp van de Enschedese architect G.Beltman in opdracht van de heer J. Scholten. |
| Opvallend woonhuis, gebouwd in 1907 naar een ontwerp van G. Beltman in opdracht van de heer J. Höpink. | 1907                                     | G. Beltman                                           | M.H. Tromplaan 18-18a                                                            | 52° 13' 14" NB, 6° 53' 19" OL | 0153/WN085 | Opvallend woonhuis, gebouwd in 1907 naar een ontwerp van G. Beltman in opdracht van de heer J. Höpink. |
| Woonhuis, gebouwd in 1907 in opdracht van de fabrikant J.M. Menko naar ontwerp van bouwkundige R. van der Woerden (Enschede). Het huis werd in de Chaletstijl opgetrokken. Reeds in 1913 werd er aan de achtergevel een aanbouw geplaatst. | 1907                                     | R. van der Woerden                                   | M.H. Tromplaan 20                                                                | 52° 13' 14" NB, 6° 53' 18" OL | 0153/WN086 | Woonhuis, gebouwd in 1907 in opdracht van de fabrikant J.M. Menko naar ontwerp van bouwkundige R. van der Woerden (Enschede). Het huis werd in de Chaletstijl opgetrokken. Reeds in 1913 werd er aan de achtergevel een aanbouw geplaatst. |
| Monumentaal Woonhuis, gebouwd in 1909 naar een ontwerp van de architect G.B. Beltman in opdracht van de heer H. Weyl. | 1909                                     | G.B. Beltman                                         | M.H. Tromplaan 25 a/b/c/d                                                        | 52° 13' 12" NB, 6° 53' 14" OL | 0153/WN087 | Monumentaal Woonhuis, gebouwd in 1909 naar een ontwerp van de architect G.B. Beltman in opdracht van de heer H. Weyl. |
| DUBBEL Woonhuis, gebouwd in 1910 in opdracht van de heren J. Weyl en S. Lezer naar een ontwerp van bouwkundige R. van der Woerden (Enschede). |                                          |                                                      | M.H. Tromplaan 51                                                                | 52° 13' 10" NB, 6° 52' 60" OL | 0153/WN088 | DUBBEL Woonhuis, gebouwd in 1910 in opdracht van de heren J. Weyl en S. Lezer naar een ontwerp van bouwkundige R. van der Woerden (Enschede). |
| Monumentaal Woonhuis, gelegen aan het eind van de M.H. Tromplaan, met uitzicht op het volkspark. Het huis werd ontworpen in 1915 door de architect K.P.C. de Bazel. |                                          |                                                      | M.H. Tromplaan 52                                                                | 52° 13' 12" NB, 6° 52' 58" OL | 0153/WN089 | Monumentaal Woonhuis, gelegen aan het eind van de M.H. Tromplaan, met uitzicht op het volkspark. Het huis werd ontworpen in 1915 door de architect K.P.C. de Bazel. |
| DUBBEL Woonhuis, gebouwd in 1910 in opdracht van de heren J. Weyl en S.Lezer naar een ontwerp van bouwkundige R. van der Woerden (Enschede). | 1910                                     | R. van der Woerden                                   | M.H. Tromplaan 53                                                                | 52° 13' 10" NB, 6° 52' 59" OL | 0153/WN090 | DUBBEL Woonhuis, gebouwd in 1910 in opdracht van de heren J. Weyl en S.Lezer naar een ontwerp van bouwkundige R. van der Woerden (Enschede). |
| VILLA “MEMPHIS”, gebouwd in 1923 naar ontwerp van de architect K.P.C. de Bazel (1914), onder leiding van Anthonie Pieter Smits in opdracht van fabrikant S. Menko. Het gebouw staat teruggerooid van de M.H. Tromplaan en heeft een voortuin. | 1923                                     |                                                      | M.H. Tromplaan 55                                                                | 52° 13' 10" NB, 6° 52' 58" OL | 0153/WN091 | VILLA “MEMPHIS”, gebouwd in 1923 naar ontwerp van de architect K.P.C. de Bazel (1914), onder leiding van Anthonie Pieter Smits in opdracht van fabrikant S. Menko. Het gebouw staat teruggerooid van de M.H. Tromplaan en heeft een voortuin. |
| STADSVILLA “T NATTE HEMD”, in 1911 gebouwd in opdracht van H.W. ter Kuile naar een ontwerp van de architect J. Stuyt (Deventer). | 1911                                     | J. Stuyt                                             | M.H. Tromplaan 8                                                                 | 52° 13' 16" NB, 6° 53' 23" OL | 0153/WN092 | STADSVILLA “T NATTE HEMD”, in 1911 gebouwd in opdracht van H.W. ter Kuile naar een ontwerp van de architect J. Stuyt (Deventer). |
| |                                          |                                                      | Marthalaan 7-11                                                                  | 52° 13' 8" NB, 6° 54' 40" OL  | 0153/WN093 | |
| Woonhuis, gebouwd in 1922 naar een ontwerp van A. Wegerif (Apeldoorn) in opdracht van Mr de Moor. Het woonhuis is beeldbepalend gelegen aan de Marthalaan. Het strakke ontwerp van het huis valt op tussen de neoclassicistische en Engelse landhuizen |                                          |                                                      | Marthalaan 27                                                                    | 52° 13' 9" NB, 6° 54' 51" OL  | 0153/WN094 | Woonhuis, gebouwd in 1922 naar een ontwerp van A. Wegerif (Apeldoorn) in opdracht van Mr de Moor. Het woonhuis is beeldbepalend gelegen aan de Marthalaan. Het strakke ontwerp van het huis valt op tussen de neoclassicistische en Engelse landhuizen |
| VILLA “MARTHA OORD”, gebouwd in 1909 naar een ontwerp van de architect G. Beltman (Enschede) voor het echtpaar B.J. Blijdenstein-Marsman. De villa is gelegen in een monumentale wijk met grote woonhuizen. | 1909                                     | G. Beltman                                           | Marthalaan 5                                                                     | 52° 13' 7" NB, 6° 54' 38" OL  | 0153/WN095 | VILLA “MARTHA OORD”, gebouwd in 1909 naar een ontwerp van de architect G. Beltman (Enschede) voor het echtpaar B.J. Blijdenstein-Marsman. De villa is gelegen in een monumentale wijk met grote woonhuizen. |
| De Patiowooneenheden | 1963                                     | H. Haan                                              | Matenweg 2-38, terrein van de Universiteit van Twente                            | 52° 14' 50" NB, 6° 50' 53" OL | 0153/WN096 | De Patiowooneenheden |
| Piramiden en Mastabas | 1970-1972                                | H. Haan                                              | Matenweg 73-75/ Witbreuksweg 377 -401 oneven, terrein van de Universiteit Twente |                               | 0153/WN097 | Meer afbeeldingen |
| School, gelegen in een arbeiderswijk aan de rand van de stad. De school is gebouwd in 1895 in opdracht van de gemeente. De school wordt nu gebruikt als atelier voor kunstenaars. |                                          |                                                      | Minkmaatstraat 15a                                                               | 52° 13' 36" NB, 6° 54' 7" OL  | 0153/WN098 | School, gelegen in een arbeiderswijk aan de rand van de stad. De school is gebouwd in 1895 in opdracht van de gemeente. De school wordt nu gebruikt als atelier voor kunstenaars. |
| Het Kantongerecht Enschede werd, in opdracht van de gemeente Enschede, in 1903 gebouwd naar ontwerp van de zoon van W.C. Metzelaar, hoofd-ingenieur voor de gevangenissen en rechtsgebouwen. Het gerechtsgebouw is opvallend gelegen aan de Molenstraat | 1903                                     | W.C. Metzelaar                                       | Molenstraat 23                                                                   | 52° 13' 25" NB, 6° 53' 40" OL | 0153/WN099 | Het Kantongerecht Enschede werd, in opdracht van de gemeente Enschede, in 1903 gebouwd naar ontwerp van de zoon van W.C. Metzelaar, hoofd-ingenieur voor de gevangenissen en rechtsgebouwen. Het gerechtsgebouw is opvallend gelegen aan de Molenstraat |
| HERENHUIZEN, markant gelegen aan de Molenstraat. Het complex van vier herenhuizen is in 1905 opgetrokken door de aannemer de heer F.M. Oude Groeninger (Enschede), ter plaatse van een voormalige melkfabriek. | 1905                                     |                                                      | Molenstraat 30-36 even                                                           | 52° 13' 24" NB, 6° 53' 40" OL | 0153/WN100 | HERENHUIZEN, markant gelegen aan de Molenstraat. Het complex van vier herenhuizen is in 1905 opgetrokken door de aannemer de heer F.M. Oude Groeninger (Enschede), ter plaatse van een voormalige melkfabriek. |
| Het belang van dit gebouw is gelegen in het feit dat dit het enige KLOOSTERCOMPLEX is in de binnenstad, zijn architectuur en zijn ligging aan een straat die de vorm van de binnenstad mede heeft bepaald. Het is een ommuurd gebouwencomplex |                                          |                                                      | Noorderhagen 25                                                                  | 52° 13' 19" NB, 6° 53' 42" OL | 0153/WN101 | Het belang van dit gebouw is gelegen in het feit dat dit het enige KLOOSTERCOMPLEX is in de binnenstad, zijn architectuur en zijn ligging aan een straat die de vorm van de binnenstad mede heeft bepaald. Het is een ommuurd gebouwencomplex |
| Het belang van dit HUIS ('t Saethuys) is gelegen in het feit dat het deel uitmaakt van een rij gave huizen aan een straat die mede de vorm van de Enschedese binnenstad heeft bepaald. Het is een op de rooilijn liggende woning bestaande uit twee bouwlagen met zolder waarop een dakkapel is aangebracht.                                                                         |                                          |                                                      | Noorderhagen 48a / 48bc/ 48d                                                     |                               | 0153/WN102 | Het belang van dit HUIS ('t Saethuys) is gelegen in het feit dat het deel uitmaakt van een rij gave huizen aan een straat die mede de vorm van de Enschedese binnenstad heeft bepaald. Het is een op de rooilijn liggende woning bestaande uit twee bouwlagen met zolder waarop een dakkapel is aangebracht.                                                                         |
| TWEE HERENHUIZEN, gebouwd in 1890 en gelegen binnen het stadserf van Enschede. | 1890                                     |                                                      | Noorderhagen 36 - 38                                                             | 52° 13' 18" NB, 6° 53' 45" OL | 0153/WN104 | TWEE HERENHUIZEN, gebouwd in 1890 en gelegen binnen het stadserf van Enschede. |
| Het belang van dit Woonhuis is gelegen in zijn ligging, zijn gaafheid, goede gedetailleerdheid en de sober uitgevoerde evenwichtige architectuur. Het is een niet op de rooilijn liggend hoekhuis met afgeplat zadeldak. |                                          |                                                      | Oldenzaalsestraat 110-112                                                        | 52° 13' 26" NB, 6° 53' 58" OL | 0153/WN105 | Het belang van dit Woonhuis is gelegen in zijn ligging, zijn gaafheid, goede gedetailleerdheid en de sober uitgevoerde evenwichtige architectuur. Het is een niet op de rooilijn liggend hoekhuis met afgeplat zadeldak. |
| STADSVILLA ’T ZEGGELT is gebouwd in 1911 in opdracht van H.H. Zeggelt. Het ontwerp is van de hand van bouwkundige H.E. Zeggelink (Enschede). De tuin wordt afgesloten door een voetmuurtje. | 1911                                     | H.E. Zeggelink                                       | Oldenzaalsestraat 123                                                            | 52° 13' 31" NB, 6° 53' 58" OL | 0153/WN106 | STADSVILLA ’T ZEGGELT is gebouwd in 1911 in opdracht van H.H. Zeggelt. Het ontwerp is van de hand van bouwkundige H.E. Zeggelink (Enschede). De tuin wordt afgesloten door een voetmuurtje. |
| Landhuis 't Amelink is gebouwd in opdracht van mevrouw Van Heek-Blijdenstein. De tuin werd in 1870 door P.H. Wattez aangelegd en vervolgens in 1925 gewijzigd | 1922                                     | Samuel de Clercq                                     | Oldenzaalsestraat 591, nu Amelinklaan 9                                          | 52° 14' 38" NB, 6° 54' 49" OL | 0153/WN107 | Landhuis 't Amelink is gebouwd in opdracht van mevrouw Van Heek-Blijdenstein. De tuin werd in 1870 door P.H. Wattez aangelegd en vervolgens in 1925 gewijzigd |
| Landhuis De IJzerhaar, gelegen aan de Oldenzaalsestraat, op de grens van Lonneker, in een gebied waar meerdere landhuizen als ’'t Amelink,’'t Pot, Stokhorst, Welna en de Welle zijn gelegen. |                                          |                                                      | Oldenzaalsestraat 700                                                            | 52° 14' 53" NB, 6° 55' 4" OL  | 0153/WN108 | Landhuis De IJzerhaar, gelegen aan de Oldenzaalsestraat, op de grens van Lonneker, in een gebied waar meerdere landhuizen als ’'t Amelink,’'t Pot, Stokhorst, Welna en de Welle zijn gelegen. |
| OPENBARE LAGERE SCHOOL “DE KOSMOS” (De Noorderkroon) met voormalige ONDERWIJZERSWONING, gebouwd in de jaren dertig van de twintigste eeuw. De school staat in een arbeiderswijk. De school is op een markant punt gelegen op de hoek Olieslagweg, Jupiterstraat. |                                          |                                                      | Olieslagweg 138                                                                  | 52° 13' 51" NB, 6° 51' 15" OL | 0153/WN109 | OPENBARE LAGERE SCHOOL “DE KOSMOS” (De Noorderkroon) met voormalige ONDERWIJZERSWONING, gebouwd in de jaren dertig van de twintigste eeuw. De school staat in een arbeiderswijk. De school is op een markant punt gelegen op de hoek Olieslagweg, Jupiterstraat. |
| Woningen, gebouwd in opdracht van de Koninklijke Nederlandse Zoutindustrie. De woningen zijn gelegen in het buitengebied van Boekelo, nabij de zoutfabriek. | 1918                                     | A.H. Wegerif (Apeldoorn)                             | Oude Deldenerweg 231 / 233-235                                                   | 52° 11' 43" NB, 6° 47' 2" OL  | 0153/WN110 | Woningen, gebouwd in opdracht van de Koninklijke Nederlandse Zoutindustrie. De woningen zijn gelegen in het buitengebied van Boekelo, nabij de zoutfabriek. |
| Villa Van Heek |                                          |                                                      | Oude Markt 26                                                                    | 52° 13' 14" NB, 6° 53' 47" OL | 0153/WN111 | Villa Van Heek |
| Woonhuis gebouwd als café bij het Zuidkamp van vliegveld Twente. Het woonhuis is opgetrokken vanuit een rechthoekige plattegrond in baksteen op plint, over één bouwlaag | ca. 1900                                 |                                                      | Overmaatweg 45                                                                   | 52° 14' 46" NB, 6° 53' 51" OL | 0153/WN112 | Woonhuis gebouwd als café bij het Zuidkamp van vliegveld Twente. Het woonhuis is opgetrokken vanuit een rechthoekige plattegrond in baksteen op plint, over één bouwlaag |
| voormalig Hotel Rodenbach |                                          |                                                      | Parkweg 37-39                                                                    | 52° 13' 15" NB, 6° 52' 59" OL | 0153/      | voormalig Hotel Rodenbach |
| Zusterhuis St. Maria, gebouwd als Zusterhuis en bewaarschool in opdracht van het R.K. Parochiaal Kerkbestuur. | 1928                                     | Joh. Sluymer (Deventer)                              | Pastoor Meijerstraat 3-3a                                                        | 52° 13' 2" NB, 6° 58' 33" OL  | 0153/WN114 | Zusterhuis St. Maria, gebouwd als Zusterhuis en bewaarschool in opdracht van het R.K. Parochiaal Kerkbestuur. |
| MARIASCHOOL, gebouwd rond 1930. De school is gelegen naast het zusterhuis (Pastoor Meijerstraat 3) en aan de achterzijde verbonden met de voormalige Jongensschool (Kerktstraat 20) en de kerk aan de Kerkstraat. |                                          |                                                      | Pastoor Meijerstraat 5                                                           | 52° 13' 2" NB, 6° 58' 31" OL  | 0153/WN115 | MARIASCHOOL, gebouwd rond 1930. De school is gelegen naast het zusterhuis (Pastoor Meijerstraat 3) en aan de achterzijde verbonden met de voormalige Jongensschool (Kerktstraat 20) en de kerk aan de Kerkstraat. |
| WONINGEN, gelegen aan een rond plein in de wijk Pathmos. De woningen zijn tussen 1915 en 1920 gebouwd naar ontwerp van W. de Wijs en A.H. op ten Noort. Doordat de muren van de woningen gepleisterd zijn en de rest van de wijk schoon metselwerk heeft, zijn de woningen aan het ronde plein opvallend binnen de wijk.                                                             |                                          |                                                      | Pathmosplein 1-12 even                                                           | 52° 12' 40" NB, 6° 52' 39" OL | 0153/WN116 | WONINGEN, gelegen aan een rond plein in de wijk Pathmos. De woningen zijn tussen 1915 en 1920 gebouwd naar ontwerp van W. de Wijs en A.H. op ten Noort. Doordat de muren van de woningen gepleisterd zijn en de rest van de wijk schoon metselwerk heeft, zijn de woningen aan het ronde plein opvallend binnen de wijk.                                                             |
| Het DUBBEL Winkel/woonhuis aan de Pathmossingel is een opvallend object binnen Pathmos en aan de Singel. Het is gebouwd tussen 1915- 1920 naar ontwerp van de architect W.K. de Wijs. |                                          |                                                      | Pathmossingel 106-108                                                            | 52° 12' 50" NB, 6° 52' 38" OL | 0153/WN117 | Het DUBBEL Winkel/woonhuis aan de Pathmossingel is een opvallend object binnen Pathmos en aan de Singel. Het is gebouwd tussen 1915- 1920 naar ontwerp van de architect W.K. de Wijs. |
| Villa 't Slachthuis,gebouwd in de zogenaamde chalet-stijl. De villa werd in opdracht van het abattoir, als directeurswoning. | 1912                                     | P.M.A. Huurman en W. Stok                            | Pathmossingel 1 / Volksparksingel 1                                              | 52° 13' 2" NB, 6° 52' 25" OL  | 0153/WN118 | Villa 't Slachthuis,gebouwd in de zogenaamde chalet-stijl. De villa werd in opdracht van het abattoir, als directeurswoning. |
| Winkel/woonhuis, gelegen op een markant punt aan de stadsingel van Enschede. Het is de afsluiting van het zuidelijke gedeelte van Pathmos. |                                          |                                                      | Pathmossingel 2-6/ Janninksweg 1                                                 | 52° 12' 42" NB, 6° 52' 44" OL | 0153/WN119 | Winkel/woonhuis, gelegen op een markant punt aan de stadsingel van Enschede. Het is de afsluiting van het zuidelijke gedeelte van Pathmos. |
| Woonhuis, in opdracht van S. Menko jr. in 1909 naar een ontwerp van de bouwkundige R. van der Woerd (Enschede) gebouwd op de hoek van de Prinsenstraat, M.H. Tromplaan. |                                          |                                                      | Prinsestraat 1                                                                   | 52° 13' 11" NB, 6° 53' 13" OL | 0153/WN120 | Woonhuis, in opdracht van S. Menko jr. in 1909 naar een ontwerp van de bouwkundige R. van der Woerd (Enschede) gebouwd op de hoek van de Prinsenstraat, M.H. Tromplaan. |
| Trafohuisje, gelegen aan de Richtersweg, Gebouwd na vergroting van de fabriek Spinnerij Oostveld aan de Goolkatenweg in 1928. Het opvallende hoogopgaande gebouwtje is tussen een aantal woonhuizen gelegen. | 1930                                     |                                                      | Richtersweg 55                                                                   | 52° 13' 25" NB, 6° 52' 27" OL | 0153/WN121 | Trafohuisje, gelegen aan de Richtersweg, Gebouwd na vergroting van de fabriek Spinnerij Oostveld aan de Goolkatenweg in 1928. Het opvallende hoogopgaande gebouwtje is tussen een aantal woonhuizen gelegen. |
| Rij dubbele woningen. | ca. 1910                                 |                                                      | Rietmolenstraat 9-27 oneven                                                      | 52° 12' 56" NB, 6° 54' 4" OL  | 0153/WN122 | Rij dubbele woningen. |
| Tuinmanswoning, gebouwd in opdracht van de heer Van Heek als onderdeel van het G.J. van Heekpark. | 1929                                     |                                                      | Roessinghsbleekweg 20                                                            | 52° 13' 45" NB, 6° 52' 38" OL | 0153/WN123 | Tuinmanswoning, gebouwd in opdracht van de heer Van Heek als onderdeel van het G.J. van Heekpark. |
| Boerderij HET ROSINK, geheel gebouwd in baksteen op een plint van Bentheimer zandsteen | 18e-eeuwse                               |                                                      | Rosinkweg 35                                                                     | 52° 12' 24" NB, 6° 49' 48" OL | 0153/WN124 | Boerderij HET ROSINK, geheel gebouwd in baksteen op een plint van Bentheimer zandsteen |
| De O.L.S. DE LAARES SCHOOL, gebouwd in 1930 in opdracht van de gemeente Enschede. De openbare lagere school is een onderdeel van het Laarescomplex, dat bestaat uit twee scholen en een badhuis. |                                          |                                                      | Rozenstraat 98                                                                   | 52° 13' 40" NB, 6° 54' 22" OL | 0153/WN125 | De O.L.S. DE LAARES SCHOOL, gebouwd in 1930 in opdracht van de gemeente Enschede. De openbare lagere school is een onderdeel van het Laarescomplex, dat bestaat uit twee scholen en een badhuis. |
| Kerkje. Het herinnert aan een exodus van kerkgenoten uit de kop van Overijssel, via Duitsland, naar Glanerbrug. |                                          |                                                      | Schipholtstraat 62                                                               | 52° 12' 44" NB, 6° 58' 11" OL | 0153/WN126 | Kerkje. Het herinnert aan een exodus van kerkgenoten uit de kop van Overijssel, via Duitsland, naar Glanerbrug. |
| Pastorie, hoort bij de naastgelegen kerk St. Jacobs de Meerdere. | 1911-1912                                | W. en G. te Riele                                    | Scholten Reimerstraat 40                                                         | 52° 14' 59" NB, 6° 54' 46" OL | 0153/WN127 | Pastorie, hoort bij de naastgelegen kerk St. Jacobs de Meerdere. |
| Woonhuis Graanada, huis is gelegen in een villawijk aan de oostkant van Enschede. | 1963                                     | H. Haan en Jan Rietveld                              | Singravenlaan 10                                                                 | 52° 14' 15" NB, 6° 55' 22" OL | 0153/WN129 | Woonhuis Graanada, huis is gelegen in een villawijk aan de oostkant van Enschede. |
| Landuis De Boekel, gebouwd in opdracht van de heer Ter Kuile. Later, in 1956, is het landhuis in opdracht van Fam. M. Ter Kuile-Scholten verbouwd naar een ontwerp in de zogenaamde chalet-stijl van de Larense (NH) architect P.C. van Uchelen. De tuin van de ontwerper Van der Swalmen is beschermd als Rijksmonument. Bij het pand hoort een garage.                             | 1901                                     | Karel Muller                                         | Slaghekkeweg 18                                                                  | 52° 13' 49" NB, 6° 56' 13" OL | 0153/WN130 | Landuis De Boekel, gebouwd in opdracht van de heer Ter Kuile. Later, in 1956, is het landhuis in opdracht van Fam. M. Ter Kuile-Scholten verbouwd naar een ontwerp in de zogenaamde chalet-stijl van de Larense (NH) architect P.C. van Uchelen. De tuin van de ontwerper Van der Swalmen is beschermd als Rijksmonument. Bij het pand hoort een garage.                             |
| De WINKELGALERIJ/WONINGEN zijn gelegen op een van de centrale pleinen binnen de wijk “Pathmos”. Aan de overzijde van de straat bevindt zich de lagere school met badhuis. |                                          |                                                      | Spinnerstraat 41618                                                              | 52° 12' 43" NB, 6° 52' 35" OL | 0153/WN131 | De WINKELGALERIJ/WONINGEN zijn gelegen op een van de centrale pleinen binnen de wijk “Pathmos”. Aan de overzijde van de straat bevindt zich de lagere school met badhuis. |
| (VOORMALIG) BADHUIS, gelegen naast de school ’t Stadsveld aan een plein midden in de wijk “Pathmos”. Het badhuis is tussen 1915 en 1920 gebouwd. |                                          |                                                      | Spinnerstraat 27                                                                 | 52° 12' 41" NB, 6° 52' 33" OL | 0153/WN132 | (VOORMALIG) BADHUIS, gelegen naast de school ’t Stadsveld aan een plein midden in de wijk “Pathmos”. Het badhuis is tussen 1915 en 1920 gebouwd. |
| Openbare lagere SCHOOL HET STADSVELD, gelegen in het midden van de wijk “Pathmos”. Gebouwd in de jaren 1915- 1920 naar ontwerp van de heren W.K .de Wijs en A.H. van der Noort. Het pand is beeldbepalend in de wijk “Pathmos”. |                                          |                                                      | Spinnerstraat 29-29a                                                             | 52° 12' 42" NB, 6° 52' 33" OL | 0153/WN133 | Openbare lagere SCHOOL HET STADSVELD, gelegen in het midden van de wijk “Pathmos”. Gebouwd in de jaren 1915- 1920 naar ontwerp van de heren W.K .de Wijs en A.H. van der Noort. Het pand is beeldbepalend in de wijk “Pathmos”. |
| De doopsgezinde kerk heeft een houten toren met naaldspits op een tuitgevel met zandstenen dekplaten. De voormalige KOSTERSWONING bestaat uit een begane grond en een zolderverdieping, is vijf traveeën breed. | 1864                                     |                                                      | Stadsgravenstraat 57-59                                                          | 52° 13' 17" NB, 6° 53' 47" OL | 0153/WN134 | De doopsgezinde kerk heeft een houten toren met naaldspits op een tuitgevel met zandstenen dekplaten. De voormalige KOSTERSWONING bestaat uit een begane grond en een zolderverdieping, is vijf traveeën breed. |
| Klein stadsschooltje |                                          |                                                      | Stadsgravenstraat 69                                                             | 52° 13' 16" NB, 6° 53' 50" OL | 0153/WN135 | Klein stadsschooltje |
| Flatgebouw Koningin Wilhelmina. Het idee voor de bouw van de flat kwam uit de fabrikantenkring: voor hun oude dag wilde ze een goede plek creëren om te wonen. | 1951-1952                                | W.K. de Wijs                                         | Stadsmatenstraat 1                                                               | 52° 13' 14" NB, 6° 52' 55" OL | 0153/WN136 | Flatgebouw Koningin Wilhelmina. Het idee voor de bouw van de flat kwam uit de fabrikantenkring: voor hun oude dag wilde ze een goede plek creëren om te wonen. |
| Station Enschede. In de jaren vijftig van de twintigste eeuw leidde niet zozeer herstel van oorlogsschade tot de bouw van een nieuw station als wel de elektrificatie van het treinverkeer. | 1950                                     | H.G.J. Schelling                                     | Stationsplein 33-39                                                              | 52° 13' 21" NB, 6° 53' 25" OL | 0153/WN137 | Meer afbeeldingen |
| FABRIEKSHAL TWENTSE TEXTIEL MAATSCHAPPIJ (TETEM), gebouwd in 1924 als een dochteronderneming van de fabriek I.I Roozendaal. Het ontwerp is van de architect A.G. Beltman (Enschede). Het hoofdproduct was het vervaardigen van dekens. | 1924                                     | A.G. Beltman                                         | Stroinksbleekweg 10 / Hulsmaatstraat 35                                          | 52° 14' 4" NB, 6° 53' 47" OL  | 0153/WN138 | FABRIEKSHAL TWENTSE TEXTIEL MAATSCHAPPIJ (TETEM), gebouwd in 1924 als een dochteronderneming van de fabriek I.I Roozendaal. Het ontwerp is van de architect A.G. Beltman (Enschede). Het hoofdproduct was het vervaardigen van dekens. |
| AFDAKSWONINGEN, gebouwd rond 1900. De woningen zijn gelegen in een arbeiderswijk aan de rand van het voormalige industrieterrein van Enschede. Dit type arbeiderswoning is erg zeldzaam in deze regio. Achter de woningen staan bijbehorende SCHUREN. |                                          |                                                      | Sumatrastraat 61-63-65 / 67-69 / 71                                              |                               | 0153/WN139 | AFDAKSWONINGEN, gebouwd rond 1900. De woningen zijn gelegen in een arbeiderswijk aan de rand van het voormalige industrieterrein van Enschede. Dit type arbeiderswoning is erg zeldzaam in deze regio. Achter de woningen staan bijbehorende SCHUREN. |
| WOONHUIZEN, gebouwd omstreeks 1970 naar ontwerp van N. Zantinge (Enschede). De woonhuizen zijn gelegen aan de toernooistraat en grenzen aan de achterzijde aan weilanden. De woningen zijn geschakeld. De woningen, behalve nummer 14, hebben diverse wijzigingen ondergaan. |                                          |                                                      | Toernooistraat 2-14 even                                                         | 52° 12' 26" NB, 6° 54' 57" OL | 0153/WN140 | WOONHUIZEN, gebouwd omstreeks 1970 naar ontwerp van N. Zantinge (Enschede). De woonhuizen zijn gelegen aan de toernooistraat en grenzen aan de achterzijde aan weilanden. De woningen zijn geschakeld. De woningen, behalve nummer 14, hebben diverse wijzigingen ondergaan. |
| COMPLEX “TREBBE”, in 1927 in opdracht van de “Twentsche Overzeese Handelmaatschappij” gebouwd naar een ontwerp van de Haarlemse architect A. de Maaker. Het complex bestaat uit drie bouwonderdelen; een KANTOORGEBOUW, GARAGES en een DUBBEL Woonhuis |                                          |                                                      | Tubantiasingel 63-71                                                             | 52° 13' 30" NB, 6° 52' 43" OL | 0153/WN141 | COMPLEX “TREBBE”, in 1927 in opdracht van de “Twentsche Overzeese Handelmaatschappij” gebouwd naar een ontwerp van de Haarlemse architect A. de Maaker. Het complex bestaat uit drie bouwonderdelen; een KANTOORGEBOUW, GARAGES en een DUBBEL Woonhuis |
| Het BADHUIS is in 1929 gebouwd, in opdracht van de gemeente, als onderdeel van het Laarescomplex dat bestond uit een lagere school en een kleuterschool (Tulpstraat 67). Op dit moment wordt het badhuis gebruikt als buurthuis. |                                          |                                                      | Tulpstraat 65                                                                    | 52° 13' 39" NB, 6° 54' 25" OL | 0153/WN142 | Het BADHUIS is in 1929 gebouwd, in opdracht van de gemeente, als onderdeel van het Laarescomplex dat bestond uit een lagere school en een kleuterschool (Tulpstraat 67). Op dit moment wordt het badhuis gebruikt als buurthuis. |
| De KLEUTERSCHOOL is gebouwd in de jaren ’30 van de 20ste eeuw. De kleuterschool is een onderdeel van het Laarescomplex. Een badhuis (Tulpstraat 65) en een lagere school grenzen aan de kleuterschool. De erfafscheiding, in de vorm van een ijzeren hek met gemetselde balusters, maakt onderdeel uit van de bescherming.                                                           |                                          |                                                      | Tulpstraat 67                                                                    | 52° 13' 39" NB, 6° 54' 26" OL | 0153/WN143 | De KLEUTERSCHOOL is gebouwd in de jaren ’30 van de 20ste eeuw. De kleuterschool is een onderdeel van het Laarescomplex. Een badhuis (Tulpstraat 65) en een lagere school grenzen aan de kleuterschool. De erfafscheiding, in de vorm van een ijzeren hek met gemetselde balusters, maakt onderdeel uit van de bescherming.                                                           |
| Woonhuis “Pronk”, gebouwd in opdracht van de heer J.D.J. Pronk (directeur van de Academie voor Kunst en Industrie te Enschede) | 1961-1962                                | Gerrit Rietveld                                      | Twickellaan 16                                                                   | 52° 14' 12" NB, 6° 55' 26" OL | 0153/WN144 | Woonhuis “Pronk”, gebouwd in opdracht van de heer J.D.J. Pronk (directeur van de Academie voor Kunst en Industrie te Enschede) |
| Vakwerkboerderij Lammerinkswönner |                                          |                                                      | Van Heeksbleeklaan 68                                                            | 52° 14' 4" NB, 6° 52' 14" OL  | 0153/WN145 | Vakwerkboerderij Lammerinkswönner |
| Vakwerkboerderij N Tuutn |                                          |                                                      | Van Heeksbleeklaan 25                                                            | 52° 14' 17" NB, 6° 51' 58" OL | 0153/WN146 | Vakwerkboerderij N Tuutn |
| Bakspieker |                                          |                                                      | Van Heeksbleeklaan bij 68                                                        | 52° 14' 4" NB, 6° 52' 13" OL  | 0153/WN147 | Bakspieker |
| Koetshuis, van eenvoudige classicistische opzet. |                                          |                                                      | Van Heeksbleeklaan bij vijver ongenummerd                                        |                               | 0153/WN148 | Koetshuis, van eenvoudige classicistische opzet. |
| Zomerhuis, hoogstwaarschijnlijk in opdracht van de familie Van Heek gebouwd. | eind-19e-eeuws                           |                                                      | Van Lochemlaan 15                                                                | 52° 13' 45" NB, 6° 52' 41" OL | 0153/WN149 | Zomerhuis, hoogstwaarschijnlijk in opdracht van de familie Van Heek gebouwd. |
| Poortgebouwen, onderdeel van de arbeiderswijk ’t Varvik, die net achter de Varviksingel ligt. ’t Varvik werd in opdracht van bouwbureau Vereniging “de Volkswoning” gebouwd. | ca. 1929                                 |                                                      | Varviksingel/ Buitenzorgplein 26-28 / 4-5                                        | 52° 12' 43" NB, 6° 54' 7" OL  | 0153/WN150 | Meer afbeeldingen |
| Boerderij T Verwold. Het erf wordt reeds in 1389 genoemd. De Boerderij en het erf zijn gelegen te midden van een woonwijk. Aan de voorzijde van de Boerderij bevindt zich een bovenkamer. | ca. 1870                                 |                                                      | Verwooldsweg 26                                                                  | 52° 11' 47" NB, 6° 54' 5" OL  | 0153/WN151 | Boerderij T Verwold. Het erf wordt reeds in 1389 genoemd. De Boerderij en het erf zijn gelegen te midden van een woonwijk. Aan de voorzijde van de Boerderij bevindt zich een bovenkamer. |
| Dubbele woonhuizen. Het complex is markant gelegen aan de Waldeckstraat. Het betreft een ensemble van drie identieke dubbele woonhuizen. | 1902                                     |                                                      | Waldeckstraat 13-23 oneven                                                       | 52° 12' 60" NB, 6° 53' 10" OL | 0153/WN152 | Dubbele woonhuizen. Het complex is markant gelegen aan de Waldeckstraat. Het betreft een ensemble van drie identieke dubbele woonhuizen. |
| Het belang van dit ERF, bestaande uit boerderij SCHUUR, BOOM en VISVIJVER, is gelegen in de eraan verbonden geschiedkundige herinneringen. De Boerderij is een in hoofdzaak 19e-eeuws gebouw, geheel opgetrokken in baksteen. Het erf vormt het centrum van het gelijknamige landgoed Hof Espelo met fraaie bossen en boomgroepen.                                                   |                                          |                                                      | Weerseloseweg 261                                                                | 52° 15' 15" NB, 6° 52' 28" OL | 0153/WN153 | Het belang van dit ERF, bestaande uit boerderij SCHUUR, BOOM en VISVIJVER, is gelegen in de eraan verbonden geschiedkundige herinneringen. De Boerderij is een in hoofdzaak 19e-eeuws gebouw, geheel opgetrokken in baksteen. Het erf vormt het centrum van het gelijknamige landgoed Hof Espelo met fraaie bossen en boomgroepen.                                                   |
| “ERVE DE MERTENS” is opvallend gelegen aan de Weleweg. De Boerderij heeft een dwars geplaatst voorhuis en vormt daardoor een vrij zeldzaam type in Enschede en omgeving. Op het erf staan naast de Boerderij DRIE SCHUREN. |                                          |                                                      | Weleweg 170                                                                      | 52° 11' 60" NB, 6° 47' 48" OL | 0153/WN154 | “ERVE DE MERTENS” is opvallend gelegen aan de Weleweg. De Boerderij heeft een dwars geplaatst voorhuis en vormt daardoor een vrij zeldzaam type in Enschede en omgeving. Op het erf staan naast de Boerderij DRIE SCHUREN. |
| LANDHUIS “DE WEELE”, gebouwd in 1912, in opdracht van W.H. van Heek (een van de directeuren van de nabij gelegen Boekelose Stoomblekerij). Het ontwerp van het landhuis is afkomstig van de architect Willem de Clerq. | 1912                                     |                                                      | Weleweg 415                                                                      | 52° 11' 36" NB, 6° 48' 6" OL  | 0153/WN155 | Meer afbeeldingen |
| LANDHUIS 't Bouwhuis”, gebouwd in opdracht van J.F. Scholten. Het landhuis is in een sobere bouwstijl opgetrokken. | 1923-1926                                | J.W. Hanrath (Hilversum)                             | Welnaweg 100                                                                     | 52° 14' 30" NB, 6° 54' 28" OL | 0153/WN156 | LANDHUIS 't Bouwhuis”, gebouwd in opdracht van J.F. Scholten. Het landhuis is in een sobere bouwstijl opgetrokken. |
| Achtkantige theekoepel met kegelvormig dak en torentje |                                          |                                                      | Wilgenkampweg 57                                                                 | 52° 13' 12" NB, 6° 49' 30" OL | 0153/WN157 | Achtkantige theekoepel met kegelvormig dak en torentje |
| Gereformeerde kerk | 1894                                     | H.E. Zeggelink (Enschede )                           | Wilhelminastraat 16-18                                                           | 52° 13' 15" NB, 6° 53' 56" OL | 0153/WN158 | Gereformeerde kerk |
| Asymmetrische boerderij, opgetrokken vanuit een rechthoekige plattegrond, in baksteen op een natuursteenplint, onder een met pannen gedekt zadeldak. | 1900                                     |                                                      | Wilminkweg 60                                                                    | 52° 12' 1" NB, 6° 55' 9" OL   | 0153/WN159 | Asymmetrische boerderij, opgetrokken vanuit een rechthoekige plattegrond, in baksteen op een natuursteenplint, onder een met pannen gedekt zadeldak. |
| Voormalig Station Boekelo. Reeds in 1916 werd er een verdieping op het station gebouwd. Momenteel dient het station als woonhuis. De aanbouw aan de voorgevel en zijgevel vallen buiten de bescherming. | 1883                                     |                                                      | Windmolenweg 24-26                                                               | 52° 12' 18" NB, 6° 48' 3" OL  | 0153/WN160 | Voormalig Station Boekelo. Reeds in 1916 werd er een verdieping op het station gebouwd. Momenteel dient het station als woonhuis. De aanbouw aan de voorgevel en zijgevel vallen buiten de bescherming. |
| Boerderij Het Schurink, een geheel in baksteen gebouwd huis op een plint van Bentheimer zandsteen |                                          |                                                      | Wooldrikshoekweg 99                                                              | 52° 12' 50" NB, 6° 55' 24" OL | 0153/WN161 | Boerderij Het Schurink, een geheel in baksteen gebouwd huis op een plint van Bentheimer zandsteen |
| Woon/winkelpand gebouwd in een neo-renaissance hoofdvorm met Jugendstil details. | 1901                                     | A.G. Beltman                                         | Zuiderhagen 33-35 (36)                                                           | 52° 13' 11" NB, 6° 53' 38" OL | 0153/WN162 | Woon/winkelpand gebouwd in een neo-renaissance hoofdvorm met Jugendstil details. |

Almelo ·
Borne ·
Dalfsen ·
Dinkelland ·
Deventer ·
Enschede ·
Haaksbergen ·
Hardenberg ·
Hellendoorn ·
Hengelo ·
Hof van Twente ·
Kampen ·
Losser ·
Oldenzaal ·
Olst-Wijhe ·
Ommen ·
Raalte ·
Rijssen-Holten ·
Staphorst ·
Steenwijkerland ·
Twenterand ·
Wierden ·
Zwartewaterland ·
Zwolle